# USS Florida (BB-30)
USS Florida (BB-30) là một thiết giáp hạm của Hải quân Hoa Kỳ, là chiếc dẫn đầu trong số hai chiếc thuộc lớp Florida vốn bao gồm cả chiếc Utah. Nó là chiếc tàu chiến thứ năm của Hải quân Mỹ được đặt cái tên này nhằm tôn vinh tiểu bang Florida. Chiếc thiết giáp hạm đã từng tham gia Chiến tranh Thế giới thứ nhất trước khi bị tháo dỡ vào ngày 30 tháng 9 năm 1932 do những hạn chế của Hiệp ước Hải quân London.

## Thiết kế và chế tạo

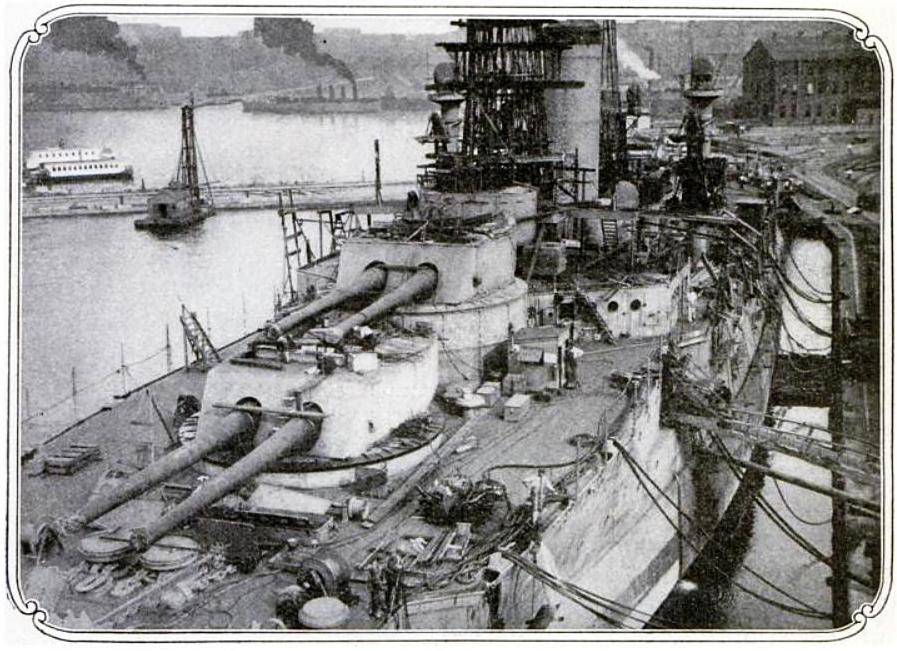
USS Florida đang được chế tạo

Florida được hạ thủy vào ngày 12 tháng 5 năm 1910 tại xưởng hải quân New York, được đỡ đầu bởi Bà Percival Hamilton (nhủ danh Elizabeth Legore Fleming), con gái của cựu Thống đốc tiểu bangFlorida Francis P. Fleming; và được đưa ra hoạt động vào ngày 15 tháng 9 năm 1911 dưới quyền chỉ huy của Thuyền trưởng, Đại tá Hải quân H. S. Knapp.

## Lịch sử hoạt động

### Các hoạt động ban đầu
Sau các hoạt động huấn luyện tại vùng biển Caribbe và ngoài khơi Maine, Florida đi đến Hampton Roads vào ngày 29 tháng 3 năm 1912 gia nhập Hạm đội Đại Tây Dương như là soái hạm của Hải đội 1. Các hoạt động thường xuyên bao gồm huấn luyện, cơ động, tập trận, thực hành tác xạ cùng các chuyến đi huấn luyện học viên mới đã đưa chiếc thiết giáp hạm mới đến nhiều cảng dọc bờ Đông Hoa Kỳ và vùng biển Caribbe. Đầu năm 1914, mối quan hệ trở nên căng thẳng giữa Hoa Kỳ cùng các phe phái tại México, và Florida đi đến vùng biển ngoài khơi Veracruz vào ngày 16 tháng 2 năm 1914 và ở lại đây trong suốt giai đoạn chiếm đóng tiếp theo. Nhiều thành viên thủy thủ đoàn đã được tặng thưởng huân chương Danh Dự do thành tích hoạt động tại đây, bao gồm Thiếu úy George M. Lowry và thủy thủ Harry C. Beasley.
Nó quay về New York vào tháng 7 tiếp tục các hoạt động thường lệ của hạm đội, và đến tháng 10 được chuyển sang Hải đội 2.

### Chiến tranh Thế giới thứ nhất

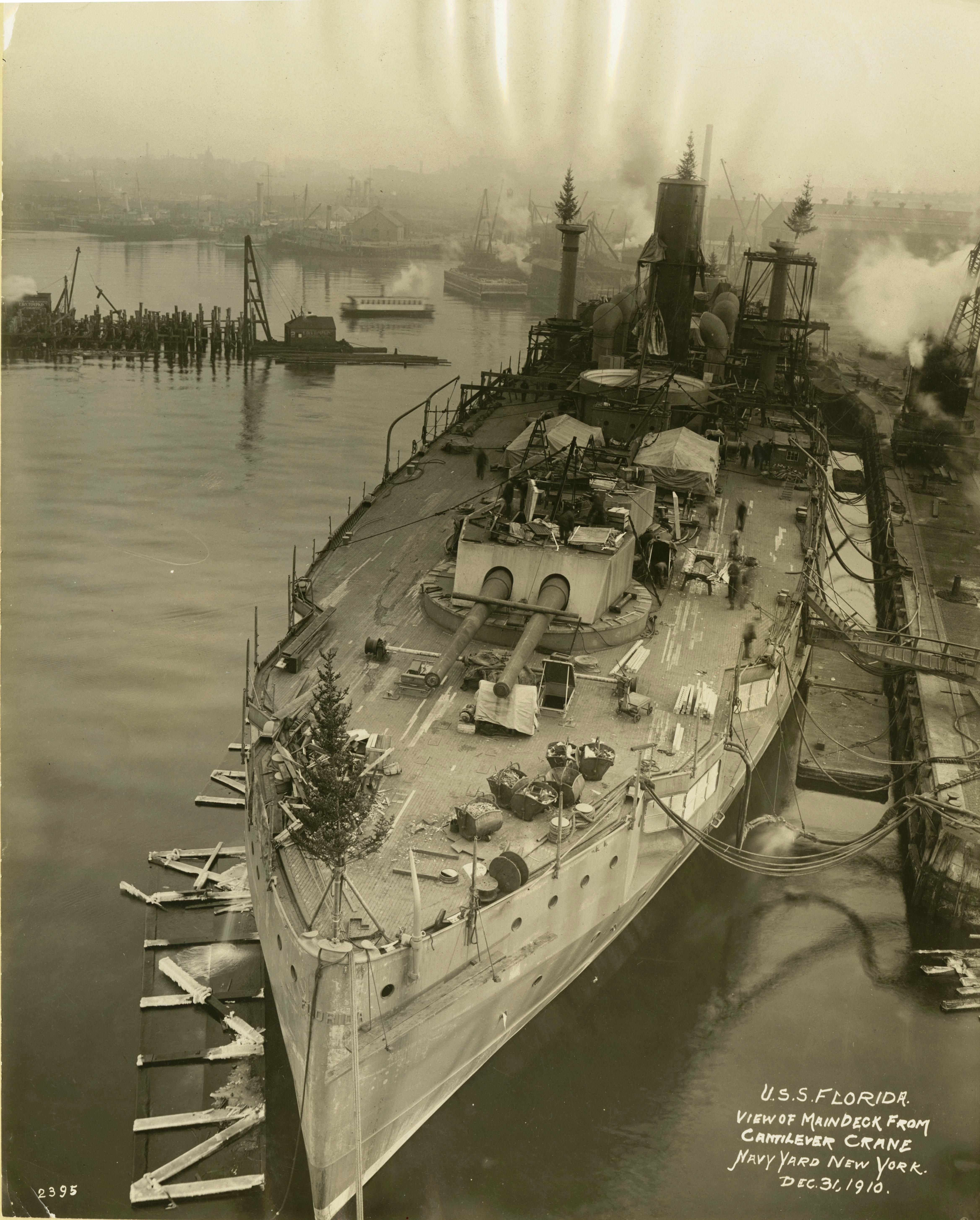
Sàn chính của Florida vào năm 1910

Sau khi Hoa Kỳ tham gia Chiến tranh Thế giới thứ nhất, Florida kết thúc các cuộc thực tập ngoài khơi vịnh Chesapeake và lên đường cùng Hải đội Thiết giáp hạm 9 để gia nhập Hạm đội Grand Anh Quốc tại Scapa Flow thuộc quần đảo Orkney vào ngày 7 tháng 12 năm 1917. Nó tham gia các cuộc cơ động và bố trí của Hạm đội Grand, và thực hiện hộ tống các đoàn tàu vận tải cùng Hải đội Thiết giáp hạm 6 Anh Quốc thuộc hạm đội Grand cho đến khi chiến tranh kết thúc. Nó lại gặp gỡ Hạm đội Grand vào ngày 20 tháng 11 năm 1918, khi cùng hộ tống Hạm đội Biển khơi Đức đầu hàng đi đến Firth of Forth.

### Giai đoạn sau chiến tranh

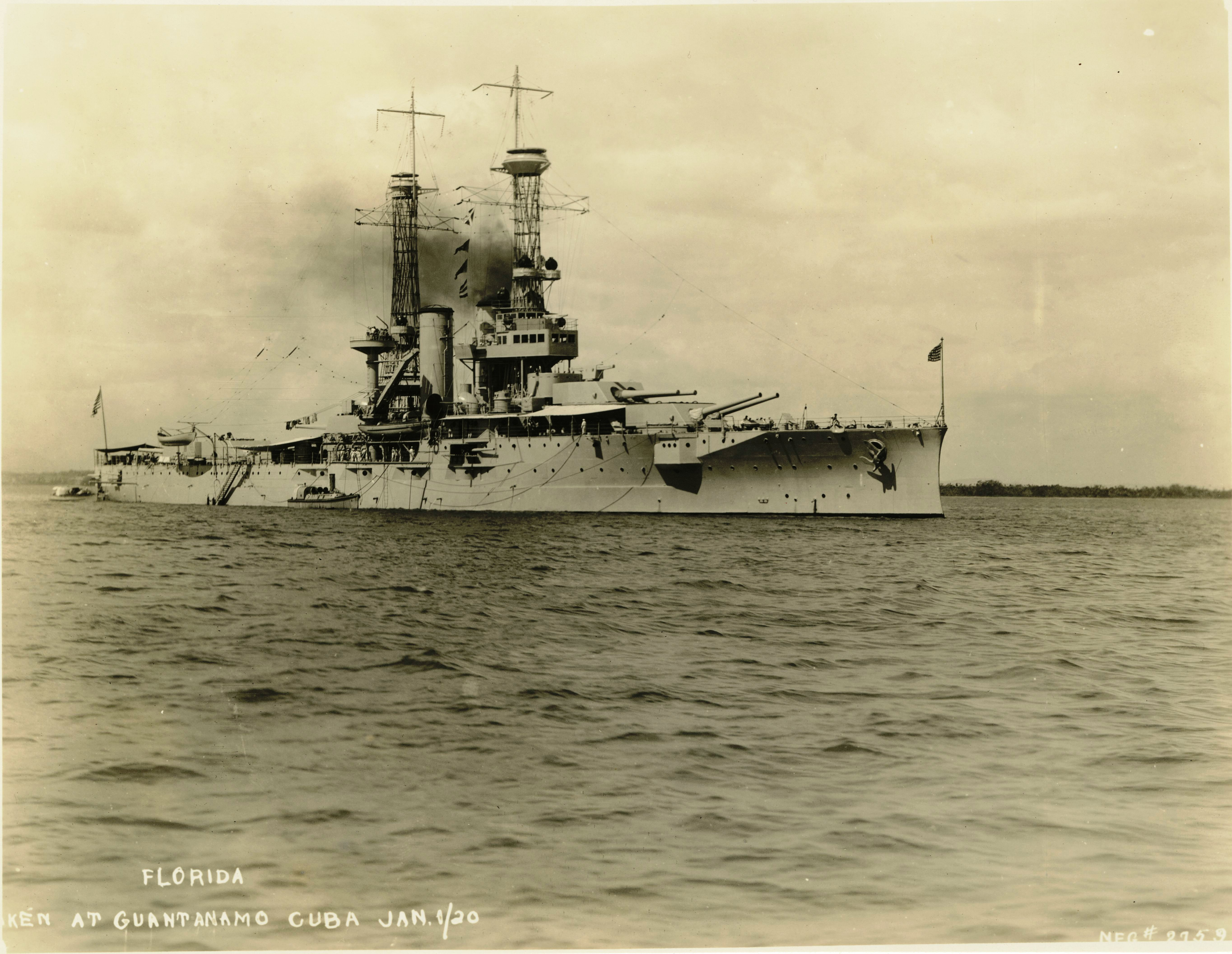
Florida vào năm 1920

Florida vào năm 1927

Florida gia nhập đoàn hộ tống cho chiếc George Washington, có Tổng thống Woodrow Wilson trên tàu, khi nó lên đường sang Brest thuộc Pháp vào ngày 12-13 tháng 12 năm 1918. Nó tham gia cuộc duyệt binh hải quân mừng chiến thắng tại sông North, New York vào cuối tháng 12 rồi quay về Norfolk, Virginia vào ngày 4 tháng 1 năm 1919 tiếp tục các hoạt động thường lệ trong thời bình. Đến tháng 5, chiếc thiết giáp thực hiện chuyến đi đến quần đảo Azores tiến hành các quan trắc thời tiết tại Đại Tây Dương nhằm chuẩn bị cho chuyến bay vượt đại dương đầu tiên của thủy phi cơ Hải quân.
Các hoạt động của Florida trong những năm còn lại của cuộc đời phục vụ bao gồm việc tham gia lễ hội kỷ niệm ba trăm năm Pilgrim đặt chân lên Provincetown, Massachusetts vào tháng 8 năm 1920; một chuyến đi ngoại giao đến các cảng Nam Mỹ và khu vực Caribbe cùng Bộ trưởng Ngoại giao R. Lansing; phục vụ như là soái hạm của Tư lệnh Lực lượng Kiểm soát Hạm đội Mỹ; các hoạt động đổ bộ cùng lực lượng Thủy quân Lục chiến tại khu vực Caribbe, và các chuyến đi huấn luyện học viên mới.
Florida được đưa về lực lượng dự bị vào tháng 6 năm 1924. Nó được hiện đại hóa tại xưởng hải quân Boston từ ngày 1 tháng 4 năm 1925 đến ngày 1 tháng 11 năm 1926, bao gồm một lớp vỏ giáp sàn tàu dày hơn, bổ sung đai giáp chống ngư lôi bên mạn tàu, và bố trí lại dàn hỏa lực hạng hai. Bốn nồi hơi của nó được chuyển từ loại đốt than sang kiểu White-Forster đốt dầu, trong khi hai ống khói của nó được sáp nhập lại thành một. Cột buồm dạng lồng phía sau được thay thế bằng cột ăn-ten dạng que thấp hơn bố trí phía sau giữa hai tháp pháo số 3 và số 4. Bốn trong số mười sáu khẩu pháo hạng hai 127 mm (5 inch)/51 caliber gắn trên các bệ nhô trên thân tàu được tháo dỡ. Hai ống phóng ngư lôi 533 mm (21 inch) ngầm dưới nước cũng được tháo bỏ. Với cấu hình mới này, chiếc thiết giáp hạm chỉ phục thêm được vài năm, khi nó bị buộc phải rút khỏi hạm đội nhằm tuân thủ những hạn chế của Hiệp ước Hải quân London vào năm 1930.
Vì vậy, chiếc thiết giáp hạm được cho ngừng hoạt động vào ngày 16 tháng 2 năm 1931 tại xưởng hải quân Philadelphia; được rút khỏi danh sách Đang bạ Hải quân vào ngày 6 tháng 4 năm 1932 và được tháo dỡ tại xưởng hải quân Philadelphia vào ngày 30 tháng 9 năm 1932.
Chiếc đai bạc phục vụ của Florida đang được trưng bày tại Phòng ăn Tiểu bang thuộc Lâu đài Thống đốc tiểu bang Florida; trong khi chiếc chuông của con tàu được trưng bày tại sân vận động Ben Hill Griffin của Đại học Florida.